# 費長房 (隋朝)
費長房，亦名費節，生卒年不詳，四川成都人。隋朝佛學翻譯家，其主要活動年代爲公元562－597年（這僅是其《歷代三寶紀》一書裏提到的事實可考的年代，並非其生卒年代）。曾在成都某寺出家，北周武帝宇文邕於建德三年（574）推動建德毀佛，因而被迫還俗。隋文帝開皇元年（581）於長安設置譯場，因費長房精通佛學，並精通諸子，被敕召入京，並以俗人身份被委任為翻經學士，此後在大興善寺擔任筆受工作。
漢代曾有同名同姓之人，其為術士，《後漢書·方術列傳》有傳。

## 生平
費長房的生平在歷代史料中記載極少，最早提及費長房略歷的是唐代道宣在其《大唐內典錄》中所述：
《開皇三寶錄》一十五卷。右一部，翻經學士成都費長房所撰。房本出家，周廢僧侶，及隋興復，仍習白衣。時預參傳，筆受詞義。
道宣後又在《續高僧傳》卷二的〈隋東都雒濱上林園翻經館南賢豆沙門達摩笈多傳〉中附錄了費長房的資料：
時有翻經學士成都費長房，本預細（應為『緇』）衣，周朝從廢因俗。傳通妙精玄理。開皇之譯，即預搜揚。勅召入京，從例修緝。以列代經錄散落難收，佛法肇興，年載蕪沒，乃撰《三寶錄》一十五卷。始於周莊之初，上編甲子，下舒（應為『錄』）年號，并諸代所翻經部卷目。軸別陳敘，凾（應為『亟』）多條例。然而瓦玉雜糅，真偽難分，得在通行，闕於甄異。錄成陳奏，下勅行之。所在流傳，最為該富矣！
在道宣之後，尚有《開元釋教錄》《貞元新定釋教目錄》《四分律搜玄記》《釋門正統》《釋氏通鑑》《佛祖統紀》《四分律行事鈔資持記》《釋氏稽古略》《華嚴懸談會玄記》《歷朝釋氏資鑑》《佛法金湯編》《釋文紀》《金剛三昧經通宗記》《錦江禪燈》等，均對費長房的略歷有所提及，不過大多是承襲道宣的說法。

## 譯經
費長房雖為翻經學士，卻並無自己所翻譯經典，其工作實為筆受。據現有文獻，費長房所筆受的佛經總計8部95卷，包括：
| 譯者       | 經名             | 卷數 | 翻譯年月                 | 存佚 |
| ---------- | ---------------- | ---- | ------------------------ | ---- |
| 那連提耶舍 | 大方等大集日藏經 | 15卷 | 開皇四年五月-五年二月    | 佚   |
| 那連提耶舍 | 力莊嚴三昧經     | 3卷  | 開皇五年十月             | 存   |
| 阇那崛多   | 佛本行集經       | 60卷 | 開皇七年七月－十一年二月 | 存   |
| 阇那崛多   | 善思童子經       | 2卷  | 開皇十一年七－九月       | 存   |
| 阇那崛多   | 移識經           | 2卷  | 開皇十一年十－十二月     | 佚   |
| 阇那崛多   | 觀察諸法行經     | 4卷  | 開皇十五年四－五月       | 存   |
| 阇那崛多   | 商主天子所問經   | 1卷  | 開皇十五年八－九月       | 佚   |
| 曇無讖     | 合部金光明經     | 8卷  | 開皇十七年               | 存   |

## 撰著
費長房一生最大的成就是其所撰的《歷代三寶紀》一書。《歷代三寶紀》，又名《開皇三寶錄》，略稱《長房錄》《三寶錄》《房錄》等，全書15卷，主要內容包括四個部分：
1. 帝年（卷一至卷三）。費長房在「帝年」部份的記敘起自周莊王十年（前687），到隋開皇十七年（597），總計1274年。以佛教大事和重要政事為線，堪稱一部完整的佛教大事年表。
2. 代錄（卷四至卷十二）。費長房以朝代為經，以譯人為緯，記敘自東漢至隋十七個朝代，197人翻譯的各種經典2146部，合6235卷。並為每一個譯人都附列了小傳。
3. 入藏錄（卷十三、十四）。此部份分別大小乘經律論，著錄應入藏的經典，總計1076部，3292卷。此部份是費長房的創新與貢獻所在，此體例也為後代不少經錄所沿用。雖然漢文大藏經在南北朝時期已初步形成，但遲至《歷代三寶紀·入藏錄》的出現，才說明漢文大藏經已經正式形成，因此可以說，《歷代三寶紀》的編撰完成是漢文大藏經正式形成的標誌。
4. 總目（卷十五）。著錄〈上開皇三寶錄表〉、《歷代三寶紀》之總目以及歷代佛教經錄。

## 評價
後世對於費長房的評價都是通過對其《歷代三寶紀》的評價來體現的。最早作出評價的是在《大唐內典錄》中大量直接或間接引用《歷代三寶紀》資料的道宣。道宣在《大唐內典錄》中評價道：「瓦玉雜糅，真偽難分。得在通行，闕於甄異。」